# Taça dos Campeões Europeus de Hóquei em Patins de 1966-1967
A Taça dos Campeões Europeus de Hóquei em Patins de 1967 foi a 2.ª edição da Taça dos Campeões. A primeira edição reuniu os campeões de Espanha, França, Alemanha e Itália, Suíça, Portugal e do vencedor da edição anterior, o CP Voltregá de Espanha.
Devido ao calendário e formato de disputa do Campeonato Português de Hóquei em Patins, desfasado dos restantes campeonatos, o representante português foi o campeão da época 1964-65.

## Equipas participantes
| País               | Clube         |
| ------------------ | ------------- |
| Alemanha Ocidental | Herten        |
| Espanha            | CP Voltregà   |
| Espanha            | Reus Deportiu |
| França             | US Coutras    |
| Itália             | HC Monza      |
| Portugal           | CUF Barreiro  |
| Suíça              | Montreux HC   |

## Jogos

### Esquema
|  | Quartas de final | Quartas de final | Quartas de final | Quartas de final |               |               | Semifinais | Semifinais | Semifinais |  |              | Final | Final | Final |
|  |                  |                  |                  |                  |               |               |            |            |            |  |              |       |       |       |
|  | 1                | Montreux HC      | 3                | 0                |               |               |            |            |            |  |              |       |       |       |
|  | 8                | Hockey Monza     | 3                | 3                |               |               |            |            |            |  |              |       |       |       |
|  | 8                | Hockey Monza     | 3                | 3                |               | Hockey Monza  | 5          | 3          |            |  |              |       |       |       |
|  |                  |                  |                  |                  |               | Hockey Monza  | 5          | 3          |            |  |              |       |       |       |
|  |                  | US Coutras       | 2                | 3                |               |               |            |            |            |  |              |       |       |       |
|  | 4                | US Coutras       | 2                | 3                | US Coutras    | 5             | 5          |            |            |  |              |       |       |       |
|  | 4                |                  |                  |                  | US Coutras    | 5             | 5          |            |            |  |              |       |       |       |
|  | 5                | Herten           | 4                | 4                |               |               |            |            |            |  |              |       |       |       |
|  | 5                | Herten           | 4                | 4                |               |               |            |            |            |  | Hockey Monza | 3     | 3     |       |
|  |                  |                  |                  |                  |               |               |            |            |            |  | Hockey Monza | 3     | 3     |       |
|  |                  | Réus Deportiu    | 3                | 6                |               |               |            |            |            |  |              |       |       |       |
|  | 3                | Réus Deportiu    | 3                | 6                | Réus Deportiu | 3             | 4          |            |            |  |              |       |       |       |
|  | 3                |                  |                  |                  | Réus Deportiu | 3             | 4          |            |            |  |              |       |       |       |
|  | 6                | CUF Barreiro     | 1                | 0                |               |               |            |            |            |  |              |       |       |       |
|  | 6                | CUF Barreiro     | 1                | 0                |               | Réus Deportiu | 6          | 3          |            |  |              |       |       |       |
|  |                  |                  |                  |                  |               | Réus Deportiu | 6          | 3          |            |  |              |       |       |       |
|  |                  | CP Voltregá      | 3                | 1                |               |               |            |            |            |  |              |       |       |       |
|  | 2                | CP Voltregá      | 3                | 1                | CP Voltregá   |               |            |            |            |  |              |       |       |       |
|  | 2                |                  |                  |                  | CP Voltregá   |               |            |            |            |  |              |       |       |       |
|  | 7                |                  |                  |                  |               |               |            |            |            |  |              |       |       |       |
|  |                  |                  |                  |                  |               |               |            |            |            |  |              |       |       |       |

### Quartos-de-final
| Equipa 1            | Total | Equipa 2     | 1.ª Mão | 2.ª Mão |
| ------------------- | ----- | ------------ | ------- | ------- |
| Montreux HC         | 3-6   | HC Monza     | 3-3     | 0-3     |
| US Coutras          | 10-8  | Herten       | 5-4     | 5-4     |
| Reus Deportiu       | 7-1   | CUF Barreiro | 3-1     | 4-0     |
| Isento: CP Voltregà |       |              |         |         |

### Meias-Finais
| Equipa 1      | Total | Equipa 2    | 1.ª Mão | 2.ª Mão |
| ------------- | ----- | ----------- | ------- | ------- |
| HC Monza      | 8-5   | US Coutras  | 5-2     | 3-3     |
| Reus Deportiu | 9-5   | CP Voltregà | 6-4     | 3-1     |

### Final
| Equipa 1 | Total | Equipa 2      | 1.ª Mão | 2.ª Mão |
| -------- | ----- | ------------- | ------- | ------- |
| HC Monza | 6-9   | Reus Deportiu | 3-3     | 3-6     |

| Campeão Europeu 1967       |
| -------------------------- |
|                            |
| RÉUS DEPORTIU (1.º título) |

### Internacional
- Ligações para todos os sítios de hóquei
- Mundook- Sítio com notícias de todo o mundo do hóquei
- Hoqueipatins.com - Sítio com todos os resultados de Hóquei em Patins